# Welcome (álbum)
Welcome é o quinto álbum de estúdio da banda americana Santana, lançado em 9 de novembro de 1973.
O álbum segue a fórmula de jazz fusion do seu antecessor, Caravanserai, com outra formação. Gregg Rolie e Neal Schon, que deixaram a banda para formar Journey, foram substituídos por Leon Thomas e John McLaughlin, que colaborou com Carlos Santana em seu álbum solo Love Devotion Surrender. A viúva de John Coltrane, Alice, tocou piano na faixa "Going Home". Flora Purim, ex-mulher de Airto Moreira, também cantou na mesma música.
Foi relançado em 2003, com uma faixa bônus: "Mantra", que é parte de uma sessão de Jam entre Tom Coster, Carlos Santana e Mike Shrieve.

## Faixas

### Lado 1
| N.º | Título                          | Música           | Duração |  |
| 1.  | "Going Home"                    | Dvorak           | 4:11    |  |
| 2.  | "Love, Devotion, and Surrender" | Kermode, Santana | 3:38    |  |
| 3.  | "Samba de Sausalito"            | Areas            | 3:11    |  |
| 4.  | "When I Look into Your Eyes"    | Coster, Shrieve  | 5:52    |  |
| 5.  | "Yours Is the Light"            | Kermode, Shrieve | 5:47    |  |

### Lado 2
| N.º | Título          | Música                     | Duração |  |
| 1.  | "Mother Africa" | Coster, Mann, Santana      | 5:55    |  |
| 2.  | "Light of Life" | Coster, Kermode, Santana   | 3:52    |  |
| 3.  | "Flame Sky"     | McLaughlin, Rauch, Santana | 11:33   |  |
| 4.  | "Welcome"       | Coltrane                   | 6:35    |  |

| Críticas profissionais        | Críticas profissionais |
| Avaliações da crítica         | Avaliações da crítica  |
| Fonte                         | Avaliação              |
| ----------------------------- | ---------------------- |
| Allmusic                      | [ 2 ]                  |
| Christgau's Record Guide      | B+                     |
| Rolling Stone                 | (favorável)            |
| The Rolling Stone Album Guide | [ 5 ]                  |